# Лящівка
Лящі́вка — село в Україні, у Золотоніському районі Черкаської області. Входить до складу Іркліївської сільської громади. У селі мешкає 1281 особа.

## Історія
Перше поселення Лящівки виникло біля річки Лящівочки. Зараз це місце на острові, оточеному водосховищем. Можливо, що хтось один оселився на високому березі річки, бо це місце при найбільших повенях ніколи не заливалось. Скоріше за все, прізвище першого поселенця було Козуля, бо й зараз у Лящівці майже половина жителів мають це прізвище. Відкіля він? Мабуть, що з Горошина, бо і там прізвище Козуля дуже поширене, а с. Горошине, що стоїть на Сулі, безумовно, старіше за Лящівку, про нього є запис у якихось літописах ще часів Київської Русі.
Куток, на якому жив козуля звався «Козулівка», а недалеко було дворище дворянина Кривусьова (певно, якийсь козак Кривусь за вислуги отримав дворянське звання і перемінив своє прізвище на Кривусьов). Там же, на вигоні, стояла церква, а згодом, як збудували церкву на горі, на місці де вона була, залишилась капличка. В якому році її зруйнували — невідомо. Куток, де стояла ця капличка, звався «Церковщина».
Населення, що проживало на цій території, вело боротьбу з половцями, які доходили до р. Сули, але через Сулу їх не пускали. Про це свідчить те, що й зараз знаходяться наконечники стріл на Романовому горбі в Лящівці. Ці наконечники є і на півдні України, де жили свого часу половці. Крім того, археологи розкопали в селі комплекс, що розміщується на високому мисі (26 м) третьої надзаплавної тераси правого берега Сули, мав округлу лінію валів та ровів діаметром 50 м. За Ю.Ю. Моргуновим, на цьому місці спочатку існувало відкрите селище Х — середини ХІ ст. (5,0 га); поряд селище (2,0—3,0 га) ХІІ—ХІІІ ст. Вздовж схилу річки помітно дворядний ескарп Змієвого валу.
У XIII ст. на території, де зараз с. Лящівка, посунули монголо-татарські племена. 1239-1241 рр. вся територія теперішньої України, у тому числі і територія с. Лящівки, була підкорена монголо-татарами. На населення татарські завойовники наклали важку данину — забирали майже все. Крім того, із села забирали столярів, майстрів — людей, які уміли робити цеглу, зводити будинки.
У XIV ст. Литва скористалась ослабленням татар і визволила частину України. У XVI ст. Лящівка потрапила під владу шляхтича Вишневецького. Поляки поселились на Городищі і зайняли найкращі землі села. Населення не терпіло загарбників села. Вони об'єднались на чолі з отаманом Куліковим і в 1575 р. підняли повстання проти поляків. Це повстання переросло у справжню селянську війну під керівництвом Кулікова. Були спалені польські маєтки. Багато поляків було вбито, а решта утекла. На Городищі похований Куліков, де насипана могила і називається Кулікова.
Про побут і звичаї поляків, що жили на Городищі свідчать знахідки селян. Так, Коротич Мусій, розкопуючи кручу біля притоки Сули Рівця, знайшов пляшку, у якій був спирт. Сама вона лежала в труні. Відомо, що поляки виготовляли спирт і ставили померлим разом з їжею і іншими напоями. Розкопаний також і посуд, у якому була їжа. Цей посуд належить до XVI ст.
До реформи 1861 р. усе село складалось із трьох станів:
- козаки (приблизно половина)
- мужики (трохи менше)
- невелика кількість дворян (Вовнії, Дмитренки, Пацьори, Кривусьови)

Було дві громади — мужича і козача, а також дві управи (місця перебування сільської адміністрації)
Землеволодіння теж знаходились окремо, як у степу, так і на луках. Між мужиками і козаками ішла постійна ворожнеча. Проте, ця різниця поступово стиралась — після реформи 1861 р. розшарування на бідних і багатих зрівнювало і козацькі, і мужицькі сім'ї.
Кріпосний лад в селі існував до 1861 р. Село тоді ділилось на кріпосних і козаків (вільних). Влада в селі була в руках двох управ:
- козацька управа (містилася на горі)
- управа селян-кріпаків (містилася на Стовпищі)

В селі у 1763 році була церква Різдва Пресвятої Богородиці.
Селяни-кріпаки належали двом поміщикам: Сперанському, що мав маєток у с. Велика Бурімка, і панові Петлі, що жив у с. Пригори. Більшість кріпаків не мали ні тягла, ні реманенту. Селяни, що мали тягло, називались тягловими, бо відбували панщину своїм тяглом. Ці селяни, разом з тягло, відбували панщину у поміщика 4 дні на тиждень, тоді як інші — 5. Великі права на селі віддавалися соцькому, що тяжко карав селян за різні провини. Кріпосні Сперанського часто піднімали повстання. Так, у 1765 р. почалось повстання в с. Кліщинці, яке перекинулось і на Лящівку. Організатором повстання був Іван Онейко, що працював при дворі пана.
Село є на мапі 1787 року.
Кріпаки ходили до управи, що була в Лящівці. Становище селян було важке. Крім того, що вони працювали у Сперанського іноді 5 разів на тиждень, а у жнива взагалі 6, ще й віддавали князеві кури, яйця, качок, яйця, рибу як повинність, платили десяту частину врожаю на церкву.
З російсько-турецької війни у 1878 р. повернулося 12 лящівських учасників: Мусій Зозуля, Сава Козуля, Семен Козуля, Степан Запара та ін.. А Мусій Таряник повернувся з трьома Георгіївськими хрестами — найвищою царською солдатською нагородою.
Щоразу, коли княгиня Є.Кантакузен проїжджала через Лящівку, зупинялася біля двору Таряника. Вітала його, давала 5-10 крб. золотом. Він одержував також велику пенсію — 25 крб. щомісяця (в той час, як сільський староста одержував 1 крб.). Після його смерті у 1912 р. на його могилі поставили хрест з вирізаним написом «Кавалер трьох Хрестів Святого Георгія».
Були нагороджені двома Георгіївськими Хрестами Калюжний С. І., Кулик Г. А., Пацьора А. А.
З другої половини XIX ст. почав поширюватися гужовий вид транспорту. За 1000 км їздили волами в Крим по сіль. Не один рік тривали ті переїзди. З Лящівки щороку виїжджало до 40 осіб. На вози грузили до 2 т вантажу. Один з чумаків — Козуля Іван Данилович (1826 р.н.) був грамотним, хазяйновитим, людиною великої сили волі, він став чумацьким отаманом. Заключав договори на доставку солі в північні міста і села. Довгих 7 років протягом російсько-турецької війни цей чумацький обоз перевозить сіль в Білорусь, Чернігів, Житомир, а звідти в Одесу та Ізмаїл — боєприпаси для російських окупантів. Повернувся додому з великою сумою грошей, мав 40 пар волів, 20 підвід. Відгодовує і продає худобу, знову отримує велику суму грошей і в 1884 р. купує у княгині Є. Кантакузен 600 десятин орної землі та 150 десятин лугової. Сім'я в нього була велика, але з 22 дітей виросло лише 13.
Бурхливих подій на території Лящівки в 1905—1907 роках майже не було. У 1905 році, коли почався революційний рух в Росії, старі жителі пам'ятають селянські заворушення. Основне, чим хотіли володіти селяни, була земля. У центрі села був магазин і, щоб виявити своє невдоволення тодішньою владою, чомусь розгромили його. Розривали матерію, затоптували її в грязь, розбивали все, що було на прилавках. Потім зібралося багато селян на території колишнього заводу в Михайлівці, сюди ж прибув чоловік з Великої Бурімки і проводив агітацію (прізвище встановити не вдалося).
У Лящівку в той час, приїжджав представник від партії більшовиків Єгорін. Він привозив екстремістські газети і листівки, які розповсюджував серед народу. З незаможних селян було обрано в Лящівці комітет. Він був тісно зв'язаний з партією і діяв під її керівництвом. Багатії були вороже настроєні проти комітетників. Вночі, коли ті поверталися із свого засідання, двох було вбито із-за рогу на вулиці.
До 1908 року в селі була одна церковноприходська школа, а в 1908 році відкрито земську початкову школу з трьома класами навчання і трьома учителями. Перший клас був дуже великий, десь осіб 70—80. Більшість, навчившись сяк-так писати і читати, залишали школу з другого класу і екзамен після третього класу здали десь осіб 10-15.
Медичним обслуговуванням Лящівка користувалась у Великій Бурімці, де була амбулаторія, а, згодом, лікарня яку збудувало і утримувало земство. При захворюванні селяни звертались до бабів-шептух. Ветеринарну допомогу також здійснювали коновали.
Сім'ї були багатодітні, 5-10-15 дітей у сім'ї вважалось нормальним явищем. Звичайно, більшість із цих дітей вмирали, не досягши дорослого віку.
Навесні 1918 року, під впливом злочинних закликів комуністів, селяни почали відбирати поміщицьку землю.
Під час Визвольних змагань контроль над селом мали гайдамаки Скоропадського та війська УНР.
Також через село проходили денікінці та червоні. Остаточно у селі ствердилась червона окупація.
За даними Черкаського округового статистичного бюро на 01.01.1926 року в с. Лящівка проживало 4025 осіб.
У 1928 — 1929 роках почалась примусова колективізація. Був організований колгосп «П'ятирічка». Під час колективізації багатших селян розкуркулювали та висилали з села, а їхнє майно забирали в колгоспи. Часто їхні діти, якщо не їхали з батьками, поневірялись по чужих хатах. У селян виконавці викачали весь, до єдиної зернини, хліб. Люди їли качани з кукурудзи, листя з дерев. Не було солі, картоплі, буряків, квасолі. Загалом — нічого не зосталося в селянина. Хто зумів заховати хліб десь у ямі — той і вижив. У кого нічого не було, хто чесно віддав все державі, голодував і вмирав. Люди ходили весною і літом на луки рвали там лугову цибулю, їли там і вмирали. На селі була група людей, яка їздила селом, збирала померлих і ховали в землю без труни в неглибоких ямах. В селі Велика Бурімка зосталась в зиму в землі картопля. Весною люди ходили копати і їли. Пекли дорогою на жестянках і їли. Але за неї били людей виконавці, зганяли з площі, відбирали торби, закидали їх у глибокі ями. Від голодної смерті померло (зі спогадів очевидців) до 1000 чоловік. Багато сімей вимерли повністю.
До 60-річчя Голодомору депутати сільської ради збирали свідчення очевидців про кількість померлих в ті роки. Але через те, що багато жителів та їх нащадків виїхали з села в роки індустріалізації, післявоєнної відбудови, при переселенні, коли частина земель старого села стало дном Кременчуцького водосховища — дані про багато сімей вже не можна було зібрати.
Як пам'ять про померлих в роки Голодомору, на початку сільського кладовища насипано символічну могилу та встановлено в 1993 році високий Хрест з написом «Жертвам Голодомору 1932—1933 років».
Не минули село і події 1936—1937 років, було репресовано багато жителів села. Їхні добрі імена реабілітовані в 1962 році.
Окупована територія села Лящівки була з 12 вересня 1941 року по 18 вересня 1943 року.
22 липня 1942 року було закатовано німцями, при допомозі місцевих поліцаїв, 64 жителі села, які були поховані в силосній ямі в Журавському яру. В 1943 році їх останки були перепоховані. В 1987 році на місці загибелі та поховання були встановлені гранітні пам'ятники, замість саморобних.
В кінці 1942 року та в першій половині 1943 року більше двохсот молодих людей було, в тому числі і примусово, відправлено на роботи в Німеччину, Австрію та Чехію. Там вони працювали в хазяїнів та на промислових об'єктах. Особливо важко було працювати на заводах і фабриках, різноманітних будівництвах, де була непосильна робота та постійно супроводжував голод. Зате це врятувало їм життя восени 1943 р. під час битви за Дніпро, де полягли тисячі новомобілізованих. 
Перед вимушеним відступом радянських військ у вересні місці 1941 року — для боротьби з німецько-нацистськими окупантами в районі Великої Бурімки був залишений партизанський загін Комашка Д. С. і Славського М. Т. Загін не давав спокою окупантам — знищував живу силу і техніку ворога, перешкоджав вивозити награбоване зерно і худобу в Німеччину. Партизани виводили з ладу лінії зв'язку, псували молотарки, зривали обмолот урожаю. Та в ніч з 5 на 6 квітня 1942 року партизанів видав Бондаренко І. І. Загін було розгромлено, лише небагатьом вдалося уникнути фізичної розправи.
В Михайлівці і в урочищі «Березовому» приймали звернення по радіо від Радінформбюро, накази Верховного Головнокомандуючого товариша Сталіна. Потім, через листівки, розповсюджували новини серед населення, повідомляли про чергові полювання поліцаїв за молоддю для відправки до Німеччини, закликали жителів до саботажу. Авжеж, комуністам самим потрібне було гарматне м'ясо.

## До 900-річчя Лящівки
Моє село Лящівка
(Вірш присвячений 900-річчю села Лящівка — 22. 09. 2013.)
Під голубим шатром небес
Стоїть прадавняя Лящівка.
Краса її не знає меж,
Моє село — моя домівка.
В моїм селі все рідне і знайоме,
Стежинка кожна, кожне деревце,
Долина, Слобода, і та старенька школа,
Що всіх манила на своє крильце.
Високий горб, і насип, і тунель,
Й напівзруйновані старі бики,
Це— символи Лящівської оселі,
Які пройшли із нею крізь віки.
Під сімома замками таємниці буртів,
Лише в майбутнім вчені їх відкриють.
Й нащадки предками пишатись будуть,
Що боронили Русь і древній Київ.
Не стерлись з пам'яті безмежні луки,
З річками, що грайливо так текли.
Водилися у них і карасі і щуки,
Й лящі, що й назву для села дали.
Лящівочка, Бурімочка й Бистриця,
І Пісковаха, й Рижуваха, і Рівець;
— Для всіх тепер це назви історичні,
Бо з морем їм усім настав кінець.
Про Маців Яр промовчать не можливо.
Він, як перлинка у разочку назв.
Журавка і Габівка теж красиві
В Лящівці все святе для кожного із нас.
Старе село лишилось під водою
І городище лісом поросло
Та в літню спеку тут «курортна зона»
Всі їдуть в наше дороге село.
Живуть в Лящівці працьовиті люди
Душею добрі, мудрі та завзяті.
За долі їх завжди молитись буду,
Мою молитву хай Господь освятить.
Кінаш М. А. 

### Долинське озеро
(30.01.2024р Кінаш М.А.)
Лящівка рідна, серцю мила
А в ній куточок райський є
Він називається Долина
Дитинство там пройшло моє.

Долинське озеро - сльозинка з неба
Може то й перлинка, кому як
Красу його оспівувати треба
Та оспівать її мастак не всяк.

В моїм житті те озеречко – віха
Мій перший справжній плавальний басейн
А рогозцю чи очеретцю віхоть –
Надійний тренер для усіх дітей.

Спочатку ми його перепливали
А потім перебродить почали
А як уже усі попідростали
То й води моря до села прийшли.

І розлилося Кременчуцьке море
Пішли під воду луки і село
Для всіх дорослих було справжнє горе
А дітям? Дітям весело було!

Купайся до схочу,
Скакай з тунелі
Пливи хоч у Чубарове, у ліс
І озеречко зачинило двері
Ображене тим морем аж до сліз.

Сьогодні в ньому плавають вутятка
Поважні гуси гордо миють лапки
На березі рибалочка чатує
В надії, що карасика «вполює»

## Населення

### Мова
Розподіл населення за рідною мовою за даними перепису 2001 року:
| Мова            | Кількість | Відсоток |
| --------------- | --------- | -------- |
| українська      | 1257      | 98.13%   |
| російська       | 16        | 1.25%    |
| вірменська      | 6         | 0.47%    |
| інші/не вказали | 2         | 0.15%    |
| Усього          | 1281      | 100%     |

## Відомі люди
В селі народився 
Литовченко Степан Онуфрійович (* 16 грудня 1909 — † 23 червня 1969) — Герой Радянського Союзу.

## Визначні місця
Біля с. Лящівка розташоване урочище «Бу́рти» — комплексна пам'ятка природи загальнодержавного значення.

## Фотогалерея

Мапа 1931 року
Старе село
Старе село 2
Затоплення
Будують хату переселенцям